# Подымов, Александр Александрович
Александр Александрович Подымов (1869—1915) — участник Русско-японской и Первой мировой войн, кавалер ордена Святого Георгия 4-й степени (посмертно), генерал-майор.

## Биография
Александр Подымов родился 8 (20) декабря 1869 года; из дворян Подымовых Орловской губернии. Православный. Сын инженер-генерала Александра Дормидонтовича Подымова, младший брат георгиевского кавалера Бориса Александровича Подымова. Общее образование получил в Тифлисском кадетском корпусе.
На военную службу поступил 31 августа (11 сентября) 1888 года юнкером рядового звания на правах вольноопределяющегося 1-го разряда. Окончил 2-е военное Константиновское училище (по 1-му разряду). Выпущен в 1-й Кавказский стрелковый батальон. 15 (27) января 1891 года командирован в Семёновский лейб-гвардии полк для испытания по службе. 2 (14) октября того же года переведен на службу в тот же полк чином подпоручика гвардии. Затем последовательно был в чинах поручика, штабс-капитана, капитана гвардии. Командовал ротой, затем — батальоном. 9 (22) апреля 1904 года переведён в 35-й Восточно-Сибирский строевой полк с переименованием в подполковники.
Участвовал в Русско-японской войне 1904—1905 годов. Участвовал в боях при Ташичао и Ляояне. Был контужен. С 3 (16) февраля 1905 года исполнял должность начальника хозяйственного отделения канцелярии полевого штаба 2-й Маньчжурской армии.
5 (18) декабря 1905 года оставлен за штатом с откомандированием в распоряжение начальника штаба войск гвардии и Петербургского военного округа. 10 (23) августа 1906 года переведён в Финляндский 1-й стрелковый полк. 6 (19) мая 1907 года прикомандирован к 92-му пехотному Печорскому полку. 27 мая (9 июня) 1908 года переведён на службу в 94-й пехотный Енисейский полк. В 1910 году получил звание полковника с переводом в 93-й пехотный Иркутский полк. Старший штаб-офицер 93-го пехотного Иркутского полка (1911—16 (29) октября 1913). Затем назначен командиром 173-го пехотного Каменецкого полка.
Участвовал в Первой мировой войне. В марте 1915 года в том же чине и должности.
Награждён Георгиевским оружием (ВП 09.03.1915). За «отличия в делах» 23 апреля (5 мая) 1915 года получил звание генерал-майора.
11 (24) мая 1915 года Александр Александрович Подымов погиб в бою у деревни Остров. Погребён 17 (30) мая в семейной ограде на Аскольдовой могиле в Киеве. Исключен из списков 23 июня (6 июля) 1915 года убитым в бою. Посмертно награждён орденом Святого Георгия 4-й степени (ВП 23.01.1917).

## Награды
- Орден Святого Станислава 3-й степени (06.12.1901)
- Орден Святого Станислава 2-й степени с мечами (19.12.1906)
- Орден Святой Анны 3-й степени с мечами и бантом (19.12.1906)
- Орден Святой Анны 2-й степени с мечами (21.11.1906)
- Орден Святого Владимира 4-й степени с мечами и бантом (19.12.1906)
- Орден Святого Владимира 3-й степени с мечами (ВП 01.1915)
- Георгиевское оружие (ВП 09.03.1915)
- Орден Святого Георгия 4-й степени (ВП 23.01.1917)